# Гуапоре (река)
Гуапоре или Итенес (на португалски: Rio Guapore; на испански: Rio Itenes) е река в югозападната част на Бразилия, в щатите Мато Гросо и Рондония и североизточната част на Боливия, в департаментите Санта Крус и Бени, десен приток на Маморе (дясна съставяща на Мадейра, десен приток на Амазонка). Дължината ѝ е 1749 km, а площта на водосборния басейн – 266 460 km² (43,55% от водосборния басейн на Маморе).
Река Гуапоре води началото си на 630 m н.в., от южния склон на масива Сера дос Паресис (в крайната западна част на Бразилското плато), в щата Мато Гросо, в непосредствена близост до бразилското Трансамазонско шосе. В горното си течение протича през западните части на платото Мато Гросо. В района на град Вила Бела да Сантисима Триндади завива на север, а след това на северозапад и пресича огромни заблатени пространтсва, в които по време на пълноводие силно се разлива, разделя се на протоци и ръкави и образува острови. След оттеглянето на водите остават малки езера, „слепи“ протоци, т.нар. старици и хиляди блата. След устието на левия си приток Рио Верде на протежение около 1350 km, чак до устието си, служи за граница между Бразилия и Боливия. Влива се отдясно в река Маморе, на 127 m н.в., при бразилския град Сурпреза.
Основни притоци: леви – Рио Алегри, Парагуа (420 km), Баурес (470 km), Итонамас (1493 km); десни – Рио Бранко, Корумбиара, Мекенс, Рио Колорадо, Сао Симан, Сао Мигел, Каутарио. Подхранването ѝ е предимно дъждовно, а пълноводието ѝ е в края на лятото и началото на есента, от февруари до април, когато е сезонът на дъждовете. През този период нивото на водата се покачва в устието до 8 m. Средният годишен отток в долното течение е 2430 m³/s. Плавателна е за плитко газещи речни съдове на около 1520 km от устието, до бразилския град Вила Бела да Сантисима Триндади.